# Sklavokampos
Sklavokampos är en dal i Grekland.   Den ligger i prefekturen Nomós Irakleíou och regionen Kreta, i den sydöstra delen av landet, 300 km söder om huvudstaden Aten.